# エドワード・ジョンソン2世
エドワード・ジョンソン2世（Edward Crosby Johnson II、1898年1月19日 - 1984年4月2日）は、アメリカの弁護士、投資家、実業家。
第一次世界大戦中の無線技師で、その後ボストンを拠点に活躍した。ボストンに隣接する同マサチューセッツ州ミルトンの閨閥に生まれ、投資家としてフィデリティ・インベストメンツの礎を築いた。

## フィデリティ・ファンド
サミュエル・ジョンソン（1860-1932）の一人息子として生まれた。姉妹が4人いた。少年時代、フォーブズ家とラッセル商会の力で再興したミルトン・アカデミーに通い、理系科目に才能を示した。第一次世界大戦中ハーバード大学に在学していた。フィデリティの公表によると、1917年8月に米海軍の予備隊で二級無線手として徴兵され、翌年英海軍に移り北海での護送任務に携わった。1918年7月に復学した。翌年、父親がHovey 百貨店を売却した。1920年秋にハーバード・ビジネス・スクールへ進学。1924年6月ごろに卒業し、10月に結婚した。就職先はRopes & Gray 弁護士事務所であった。公益企業の巧妙なトラスト化を専門に、投資信託を請け負って成功した。閨閥の力で、事務所からは個人的な資産運用をする時間をもらっていた。世界恐慌が本格化する前に株式を手仕舞い難を逃れた。
1930年5月、ボストンにある二つの証券会社が合併した。Taliaffero, Millet & Company とAnderson & Cromwell である。合併当初、フィデリティ・シェアーズという社名であった。9月フィデリティ・ファンドに改めた。無借金で、権利付き株式を創設時の役員4人が独占する、同族会社の典型であった。1933年、証券取引委員会に登録申請した。委員会側の記録によると、アンダーソン・クロムウェルがファンドの運用実権をもっていた。ファンドの販売網はタリアフェッロが握っていた。運用と販売の住み分けが出来る前、ファンドの主導権はタリアフェッロがもっていた。その主導権により、ファンドはJackson & Curtis（現UBS）の代理店となっていた。このタリアフェッロ側役員と親しくなり、エドワードは1943年にフィデリティ・ファンドの社長となった。このころ、エドワードはIncorporated Investors（世界初のミューチュアル・ファンド）で役員を務めたり、Charles Fox Hovey家の投資信託を請けたりもしていた。そして、フィデリティ・ファンドに関する委員会側の記録が数年にわたり欠落するのもこの頃からである。アメリカ国立公文書記録管理局の記録では、7月7日にタリアフェッロ側役員が手切れ金の3300ドルを受け取りエドワードへ社長職を譲っていた。1944年、フィデリティは大幅に増資。インコーポレイテッドの顧客を奪うようになり、対立して、1945年9月1日にそこの役員を辞めた。

## ブレトンウッズの陰で
フィデリティ・ファンドは1946年に特別株主総会を開いて、フィデリティ・マネージメント&リサーチ・カンパニーを顧問会社とする契約を結んだ。顧問会社の役員はエドワードのほか、タリアフェッロの秘書だったグウェン・シャノンや、マスミューチュアル生命保険副社長Homer Chapin の三人だった。エドワードの組むポートフォリオは温故知新というべきものだった。ファンダメンタルに着目して、ボストンの流儀に従った公益事業や鉄道だけでなく、映画やキャンプ用品といった国民嗜好銘柄も選び取った。インコーポレイテッドとは仲たがいしたが、その親会社Massachusetts Investors Trust とは地縁があった。MITの会長がパートナーであるGaston & Snow 法律事務所を重用したのである。個人的にエドワードが投資信託を依頼しさえした。エドワードはミルトン貯蓄銀行の管財人もやっていた。
1950年から株価が上昇し、現メロン財閥のドレフュス商会がミューチュアル・ファンドを売りまくった。エドワードは1957年にフィデリティ・キャピタル・ファンドをつくって、Gerald Tsai に運営させた。上海生まれのツァイは現ワコビアのBache & Co. で経験を積んでいたが、フィデリティへ入社後アクティブなブロック取引を当然のように行い業界の注目を浴びた。しかしツァイは1965年までに独立した。結局、エドワードはネッド・ジョンソンという息子にフィデリティを任せた。
フィデリティには7人構成の投資委員会があった。Frank D. Mills はその一人として、フィデリティ系ファンド全体について、ポートフォリオへのイレギュラーな個別銘柄組み入れを認可する権限を与えられていた。1947年4月に設けられたピューリタンファンドは小粒で堅実な部門であったが、名前からしてボストン的な当ファンドのマネージャーがミルズであった。エドワードの親友ホーマー・チャピンが、ミルズへJerome Deutsch という男を引き合わせた。1967年12月、ミルズがピューリタンファンドの資産としてジェロームの約束手形を少し買った。ジェロームはミルズの許可を得て、この実績を営業に使い出した。翌年8月にかけてミルズは手形を買い増した。それにつれてジェロームの営業も調子付いた。そしてマスミューチュアルにも売ろうとした。この手形はミルズへ売ったときから、ジェロームの会社の株式を買えるコールオプションが付いていた。しかも、購入代金にその手形を充当できることになっていた。
おいしすぎる手形を前に、マスミューチュアルのコンプライアンス担当が申出を拒んだ。9月下旬、チャピンが状況をミルズに話した。ミルズは会社に黙って、フィデリティ系ファンド資産を預かる信託銀行から資金を借り入れ、手形を購入した。このころエイブラム・ポメランツがフィデリティをふくむ多くの投信会社を訴えだした。証券取引委員会も互恵ビジネスを看過できなくなり、1968年7月の公聴会にエドワードを召還して説明させた。1969年4月、ミルズは8日でフィデリティを辞めて、3日後利益相反に関する1940年投資会社法等違反容疑で刑事告訴された。司法取引が行われ、訴因の一部は取り下げられた。1971年6月4日、ポメランツを原告とする控訴審でフィデリティが敗けた。判決主文によると、フィデリティの経営陣は社外取締役に情報を全て開示する義務を負っており、経営陣とファンドの間に利益相反のある点についても同様であるということだった。エドワード親子と会社が互恵ビジネスについてその義務を怠ったのは、投資会社法に照らして著しい不正であると処断された。